# Acalypha bussei
Acalypha bussei é uma espécie de flor do gênero Acalypha, pertencente à família Euphorbiaceae.